# Прапрече
Прапрече (словен. Prapreče) — поселення в общині Жужемберк, регіон Південно-Східна Словенія, Словенія. Висота над рівнем моря: 221,3 м.